# Chính trị Guinea Xích Đạo
Chính trị Guinea Xích Đạo diễn ra trong khuôn khổ một nước cộng hòa tổng thống. Theo đó, Tổng thống là nguyên thủ quốc gia. Quyền hành pháp được thi hành bởi chính phủ, trong khi quyền lập pháp được trao cho cả chính phủ và đại biểu nhân dân.

## Lịch sử
Tây Ban Nha công nhận nền độc lập Guinea Xích Đạo vào ngày 12 tháng 10 năm 1968. Francisco Macías Nguema đã nắm quyền tổng thống Guinea Xích Đạo đầu tiên vào năm 1968.
Năm 1979, đảo chính bất ngờ xảy ra do kẻ cầm đầu là Teodoro Obiang Nguema Mbasogo. Sau đảo chính thành công, ông đã nhậm chức tổng thống năm 1979. Khi tổng thống Francisco Macías Nguema lên nắm quyền, hoạt động chính trị phần lớn đã ngừng hoạt động trong thời gian dài. Khi hoạt động chính trị ở Guinea Xích Đạo được hợp pháp hóa vào đầu những năm 1990, một số nhà lãnh đạo đã về nước, nhưng các hành động đàn áp chính trị vẫn tiếp diễn dưới thời tổng thống Teodoro Obiang Nguema Mbasogo.
Hiến pháp năm 1982 trao cho tổng thống Guinea Xích Đạo Teodoro Obiang Nguema Mbasogo nhiều quyền hạn, bao gồm quyền bổ nhiệm và bãi nhiệm các quan chức nội các, ban hành sắc lệnh, giải tán Hạ viện, đàm phán và phê chuẩn các hiệp ước quốc tế, đồng thời kêu gọi bầu cử cơ quan lập pháp. Ngoài ra, Obiang vẫn giữ vai trò là tổng tư lệnh lực lượng vũ trang và bộ trưởng quốc phòng khi trở thành tổng thống.